# (181518) Ursulakleguin
(181518) Ursulakleguin ist ein Asteroid, der sich im äußeren Hauptgürtel befindet. Der Himmelskörper wurde am 17. Oktober 2006 im Rahmen des Mount Lemmon Surveys (IAU-Code G96) entdeckt. Das Mount Lemmon Survey ist Teil des Catalina Sky Surveys und wird mithilfe des 152-cm-Cassegrain-Teleskops am Mount-Lemmon-Observatorium in Arizona durchgeführt.
Der Asteroid wurde am 26. Oktober 2018 nach der US-amerikanischen Autorin Ursula K. Le Guin (1929–2018) benannt. Der Antrag für die Benennung erfolgte durch Gregory J. Leonard und Robert Seaman, zwei Astronomen der University of Arizona. Seit 2024 ebenfalls nach Ursula K. Le Guin benannt ist ein Einschlagkrater auf der südlichen Hemisphäre des Planeten Merkur: Merkurkrater Le Guin.